# Castillo de Urquhart
El castillo de Urquhart está situado en el lago Ness, en Escocia (Reino Unido), entre Fort William e Inverness, próximo a la villa de Drumnadrochit.

## Historia
La primera referencia histórica data de tiempos de san Columba, en la segunda mitad del siglo VI, con una probable mención en la Vida de Columba de Adamnan de Iona. Se trata, posiblemente, del lugar llamado Airchartdan por lo que san Columba pasó durante una de sus visitas al rey Brude de los pictos del norte. Columba aprovechó para convertir al cristianismo al señor del castillo y anfitrión, Emchath, y a su hijo Virolec. Sin embargo, la referencia que hace Adamnan no es realmente al castillo sino a las "tierras de Airchartdan", que indicarían un territorio, no una localidad. Además, no se menciona ninguna fortificación. No obstante, hay estructuras datadas por carbono 14 entre los años 460 y 660, por lo que resulta posible que sí existiera, aunque no se sabe cuándo se construyó.
Sí se registra su existencia en los comienzos del siglo XIII. La zona le había sido concedida a la familia Durward en 1229 y estos fueron, probablemente, quienes construyeron el castillo que se conoce hoy en día. En 1296 fue capturado por Eduardo I de Inglaterra. Sir Robert Lauder era el señor del castillo en 1329 y su nieto Robert (del clan Chisholm) le sucedió en 1359. El conde de Ross lo capturó para la Corona inglesa a mediados del siglo XV pero fue recuperado poco después. En 1509 le fue concedido a los Grant, que lo conservaron hasta 1912. Durante este período, los MacDonald lo capturaron en 1545 y también fue capturado por una tropa de covenanters en 1644. El castillo fue parcialmente destruido en 1692 por los ingleses para evitar que fuera capturado por los jacobitas y nunca fue reconstruido.

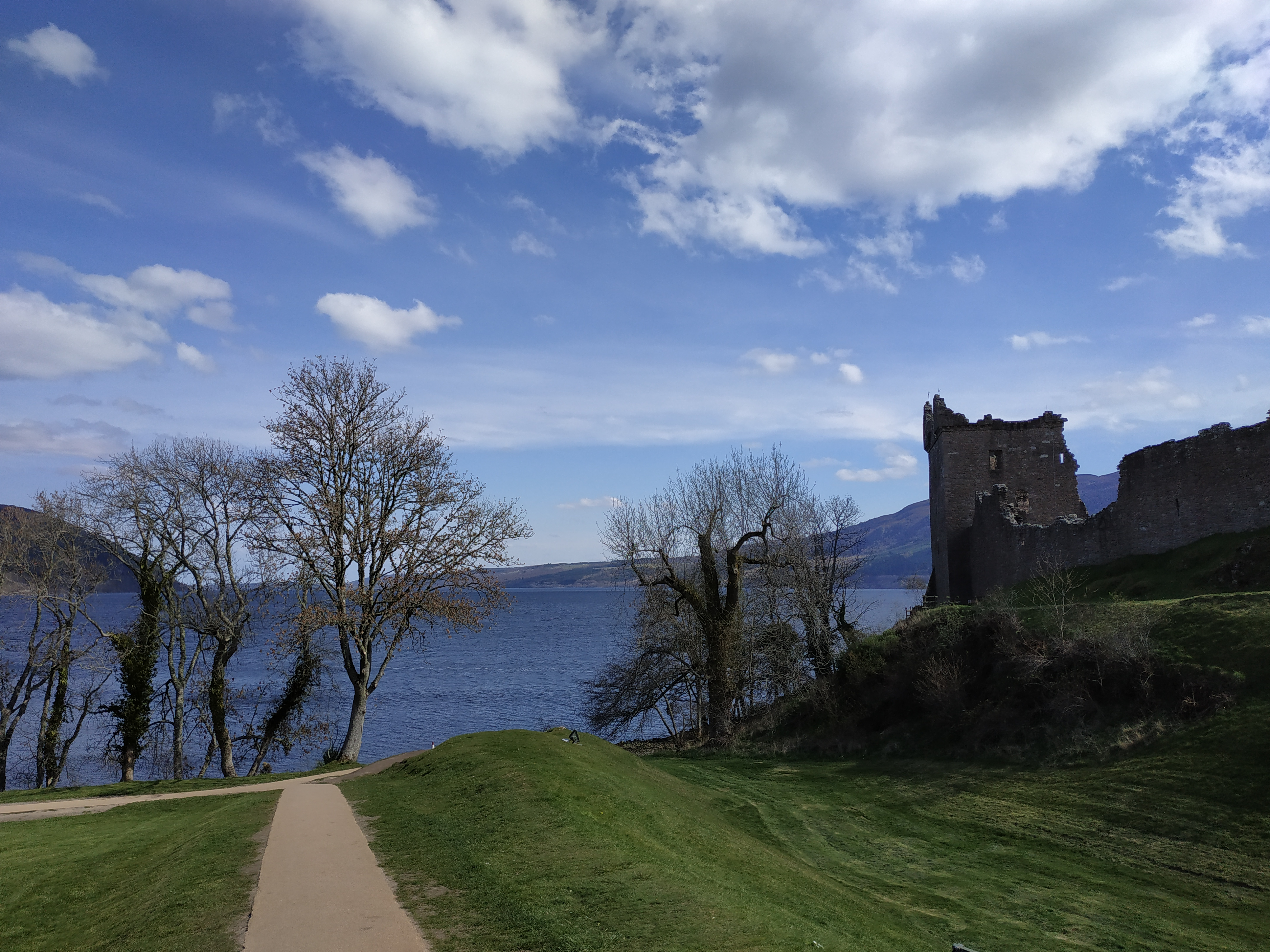
Parte del castillo de Urquhart sobre el lago Ness

En la actualidad es propiedad del Patrimonio Nacional Escocés y constituye el tercer sitio más visitado de Escocia.